# Hochwasserrückhaltebecken Diebach
Das Hochwasserrückhaltebecken Diebach liegt am Nordrand des Ortes Fichtenberg in der gleichnamigen Gemeinde. Diese liegt im Südwesten des Landkreises Schwäbisch Hall in Baden-Württemberg. Das Becken wird auch Rückhaltebecken Fichtenberg/Diebachtal oder Diebachsee genannt.
Der  Stausee wurde zum Hochwasserschutz erbaut und staut den Diebach an, einen linken Nebenfluss der unteren Fichtenberger Rot im Naturpark Schwäbisch-Fränkischer Wald. Später machte man ihn zu einem naturnahen Naherholungsgebiet. Im Sommer wird er als Badesee genutzt, im Winter zum Eislaufen. Zum Erholungszentrum am See gehören ein Badeplatz, Umkleidekabinen, Toiletten, ein Kinderspielplatz, Tennisplätze, ein Beachvolleyballfeld, ein Bolzplatz, eine Grillstelle, ein Rundwanderweg, Parkplätze und ein Restaurant.
Eigentümer des Hochwasserrückhaltebeckens ist der Wasserverband Fichtenberger Rot.